# NGC 3946
NGC 3946 (również PGC 37268) – galaktyka spiralna (S0-a), znajdująca się w gwiazdozbiorze Lwa. Odkrył ją Guillaume Bigourdan 23 kwietnia 1886 roku. Jest to galaktyka z aktywnym jądrem typu LINER.